# Phenacoccus strigosus
Phenacoccus strigosus är en insektsart som beskrevs av Borchsenius 1949. Phenacoccus strigosus ingår i släktet Phenacoccus och familjen ullsköldlöss.
Artens utbredningsområde är Turkmenistan. Inga underarter finns listade i Catalogue of Life.